# Plecia curtispina
Plecia curtispina är en tvåvingeart som beskrevs av Hardy 1968. Plecia curtispina ingår i släktet Plecia och familjen hårmyggor. Inga underarter finns listade i Catalogue of Life.